# 三笠保存会
公益財団法人三笠保存会（こうえきざいだんほうじんみかさほぞんかい、MIKASA Preservation Society）は、日本の公益財団法人。

## 概要
旧大日本帝国海軍の戦艦三笠の復元・保存と、それを民族精神の高揚に資する事を目的として昭和33年（1958年）に設立された。前身は大正14年（1925年）に設立された同名の財団法人で、本会は昭和20年（1945年）の終戦時に解散していた同会を再建したものである。公益法人制度改革に伴い、公益財団法人へ2012年4月1日に移行した。移行前の主務官庁は防衛省。
本部は神奈川県横須賀市稲岡町に所在。元海上幕僚長の福地建夫副会長、元横須賀地方総監（海将）の井上力理事長はじめ防衛省・海上自衛隊 OB が役員に名を連ねる。
2024年6月時点の会長は三菱重工業元会長の大宮英明。

## 戦艦三笠
日清戦争後、仮想敵国であるロシア帝国に対抗する為軍拡に乗り出した海軍は、山本権兵衛の発案により「六・六艦隊」計画を策定した。同計画は戦艦6隻、装甲巡洋艦6隻を新たに配備する計画で、三笠はその最終艦としてイギリスヴィッカース社に発注・竣工された。
1900年11月に進水、1902年3月海軍に引き渡された三笠は1903年連合艦隊旗艦となり日露戦争に参加、黄海海戦、日本海海戦を戦った。1905年9月11日に事故により沈没した三笠は一時予備艦となったが1908年に現役復帰し第一次世界大戦に参戦した。
戦後のワシントン軍縮条約に基づき三笠は廃艦が決まり、折しも発生した関東大震災によって浸水したため座礁させられた。除籍された三笠は解体される予定であったが国民の間から保存運動が興り、大正14年（1925年）の閣議で記念艦として保存する事が決定、横須賀に保存された。
第二次世界大戦が終結した昭和20年（1945年）頃になると、ソ連からの撤去要求や連合国駐留軍用娯楽施設の建設があり、兵装は撤去され荒廃し、記念艦としての役割を果たしていない状態だった。これを憂いたイギリス人ジョン・S・ルービンやチェスター・ニミッツ提督の働き掛けにより復元保存運動が盛り上がり、その資金を募る為に昭和33年（1958年）保存会が設立され、昭和35年に財団法人となった。記念艦三笠は横須賀市の横須賀新港に面して配され、観覧が可能となっている。